# Carapax
Carapax (Plural Carapaces; von altgriechisch χάραξ chárax „Befestigungsanlage, Palisade“ und πάγιος págios „fest“) ist eine Bezeichnung für eine bei verschiedenen Tiergruppen (Taxa) unabhängig voneinander entstandene harte Bedeckung der Körperoberseite. Bei Schildkröten heißt der Carapax gemeinsprachlich Rückenschild oder Rückenpanzer, bei Krustentieren (Krebstieren in der Küche) ist er ein Teil der „Schale“.

## Krebstiere

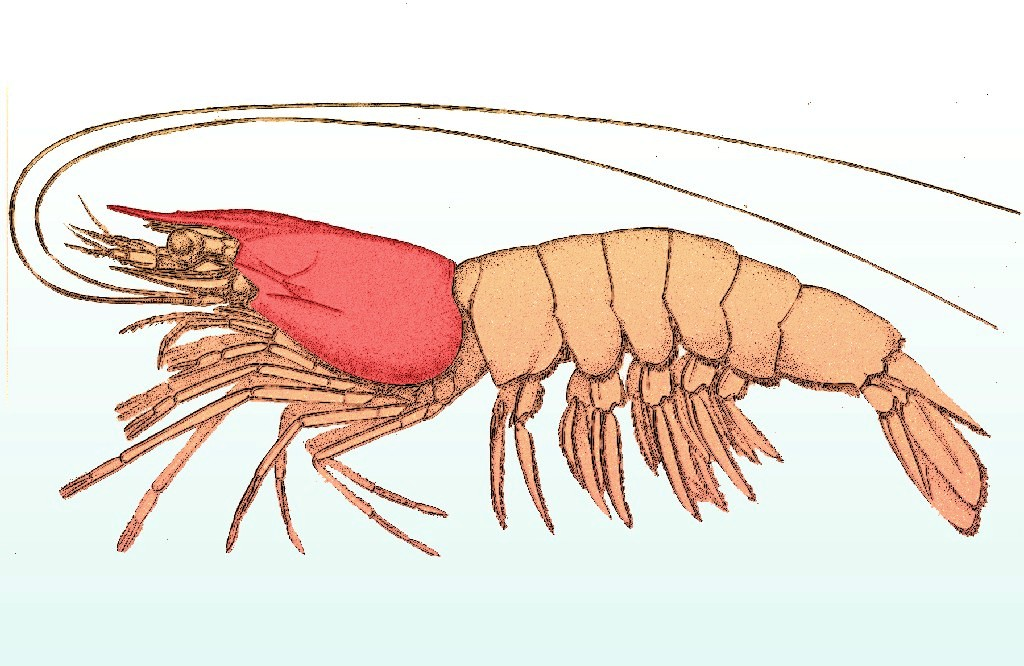
Lage des Carapax (rot) bei Krebstieren am Beispiel einer Atlantischen Weißen Garnele (Penaeus setiferus)

Viele Krebstiere (Crustacea) besitzen eine Hautfalte, die vom Kopfhinterrand (Segment der 2. Maxille) ausgeht; diese kann auch primär (z. B. Cephalocarida) oder sekundär (z. B. Asseln und Flohkrebse) fehlen, gehört also nicht zum Grundbauplan der Krebstiere. Vielfach ist die chitinöse Kopffalte durch eingelagerten Kalk panzerartig versteift, vor allem bei vielen Zehnfußkrebsen. Bedeckt diese Struktur als Rückenschild einige oder ggf. alle Rumpfsegmente, wird sie Carapax genannt.
Der Carapax schließt also an den Kopf an, setzt sich über dessen Hinterrand hinaus fort und erstreckt sich mehr oder weniger weit über den Rumpf des Krebses. Je nach Ausbildung kann er auch den Kopf selbst umhüllen (z. B. bei den Muschelkrebsen) und mehr oder weniger weit auch seitlich herabgezogen sein. Der Carapax ist eine Hautduplikatur des cuticulären Außenskeletts, d. h., er ist doppellagig und innen von Gewebe erfüllt (mindestens eine doppellagige Epidermisschicht mit ihren Versorgungseinrichtungen). Der darunterliegende Rumpf besitzt zusätzlich noch seine eigene Kutikula. Bei den Zehnfußkrebsen (Decapoda), beispielsweise Krabben, Garnelen und Hummerartigen, wird der Rückenteil des Carapax als Notum bezeichnet, die seitlichen Teile heißen Pleuren (gleichnamig, aber nicht homolog zu den so bezeichneten Seitenplatten der Insekten). Der Carapax ist grundsätzlich ohne Bezug zu den Strukturen der ursprünglichen Körpersegmentierung (die er überdeckt).
Der Grad der Rumpfüberdeckung ist bei den verschiedenen Krebsgruppen unterschiedlich ausgeprägt. Bei den Ostrakoden und Krallenschwänzen (Wasserflöhe inklusive der Muschelschaler) geht die Entwicklung am weitesten, hier hüllt der Carapax den gesamten Körper ein. Diese Extremform besteht aus zwei Schalen, eine an jeder Körperseite, er ist also zweiklappig wie eine Muschelschale, weil entlang der Mittellinie auf dem Rücken (dorsal) eine vollständige Spaltung der Schalen erfolgt ist. Bei den Krallenschwänzen gehen die Schalen ineinander über, darum wird diese Ausgestaltung als zweilappig bezeichnet. Bei den sog. höheren Krebsen ist er mit einer unterschiedlichen Zahl von Segmentoberseiten (Tergiten) verschmolzen und bildet mit diesen eine starre Einheit. Es existieren auch Krebsgruppen, bei denen der Carapax an keiner Stelle mit den überdeckten Segmenten verwachsen ist, so beispielsweise bei dem „Urzeitkrebs“ Triops. Der Panzer ist hier mit dem Körper nur am Kopfhinterrand verbunden und liegt dem Rumpf lose auf. Der Carapax kann sich nach vorne zu einem unpaaren, mittig (median) gelegenen Vorsprung oder Fortsatz, dem Rostrum, verlängern.

## Schildkröten

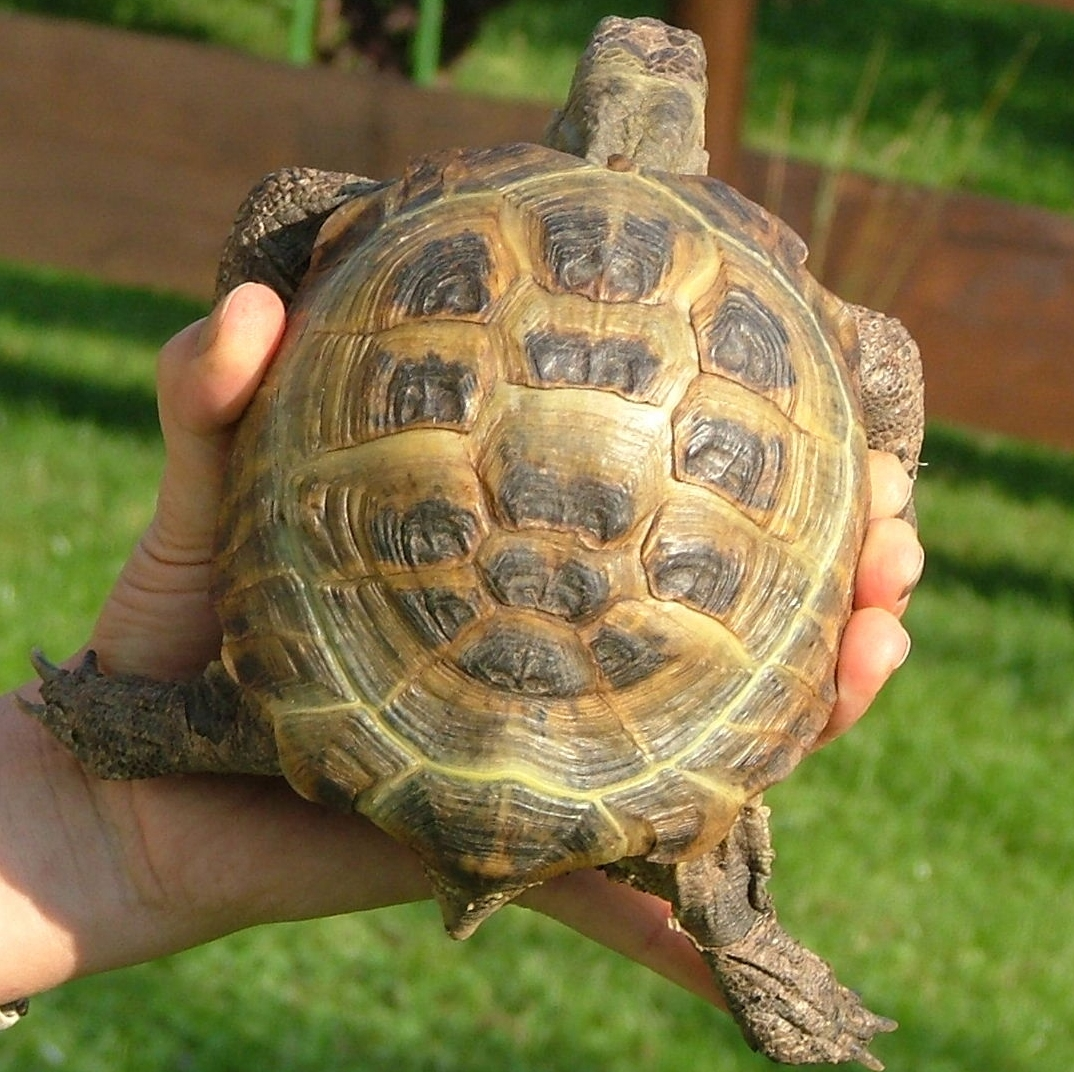
Rückenpanzer einer Vierzehenschildkröte (Testudo horsfieldii), die Anwachsstreifen der Schilde sind zu erkennen

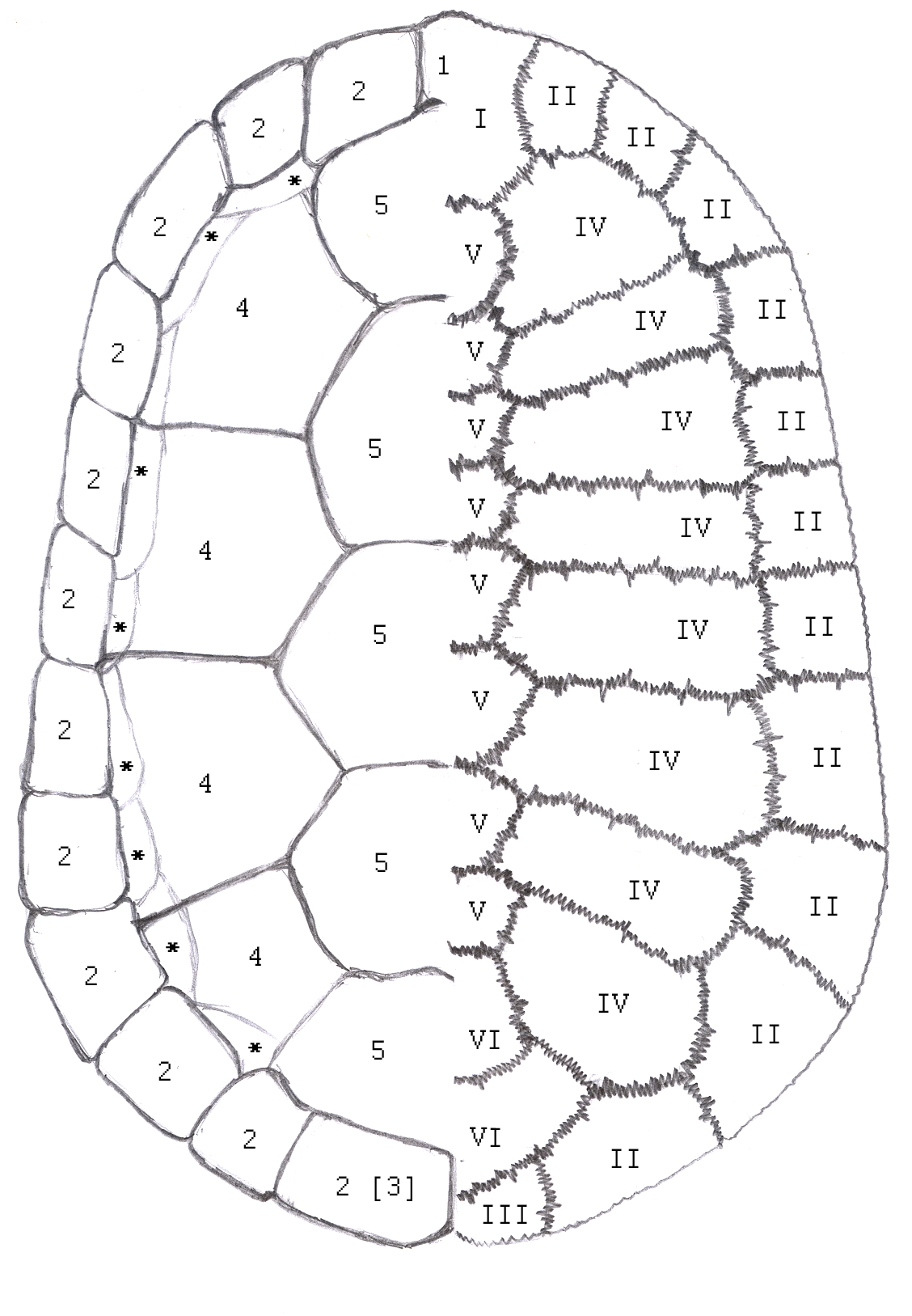
Schema des Rückenpanzers mit Hornschicht (links) und unterlagernder Knochenschicht (rechts)

Das auffälligste der vielen Sondermerkmale der Schildkröten (Testudinata) ist der knöcherne Panzer. Viele Schildkröten können sich bei Bedarf – Schutz vor Feinden oder ungünstiger Witterung – vollständig darin verbergen. Fossilien von Schildkröten aus der Trias zeigen Tiere mit unvollständiger Panzerung, in einem Fall einen den Rippen nur lose aufliegenden Hautpanzer, im anderen einen Bauchpanzer ohne Rückenpanzer, wobei aber die charakteristische Umbildung der Rippen derjenigen der heutigen Schildkröten entspricht (vgl. dazu Ursprung des Schildkrötenpanzers). Die „Urschildkröten“ der Gattungen Proterochersis und der nur wenig jüngeren Proganochelys aus dem mehr als 210 Millionen Jahre alten obertriassischen Stubensandstein Südwestdeutschlands haben einen modernen Panzer, der dem heute lebender (rezenter) Vertreter sehr ähnlich ist.

### Aufbau und Form
Der Panzer einer Schildkröte besteht aus dem mehr oder weniger stark gewölbten, dorsalen Carapax (Rückenpanzer) und dem flachen, ventralen Plastron (Bauchpanzer), die an den Seiten über eine Knochenbrücke verbunden sind. Große Öffnungen am Vorder- und Hinterende lassen den Kopf und die Vorderbeine beziehungsweise den Schwanz und die Hintergliedmaßen hervortreten. Rücken- und Bauchpanzer zeigen den gleichen Grundaufbau: Zuunterst liegt eine Lage aus fest miteinander verbundenen Platten aus Hautknochen (Dermalknochen, Osteodermen). Diese massiven Knochen bilden einen starren Verband und geben dem Panzer seine Form und Stabilität. Darüber spannt sich eine Hautschicht, die – außer bei den Weichschildkröten – mit dünnen Schilden (Schuppen) aus Hornsubstanz (Keratin) bedeckt ist. Diese werden aufgrund ihrer Form „Scuta“ (lat.; Einzahl Scutum) genannt, nach dem rechteckigen gewölbten Holzschild der römischen Legionäre. Der Carapax ist bei ausgewachsenen Exemplaren vollständig verknöchert und vor allem mit dem Schultergürtel und den ungewöhnlich hoch angeordneten, verbreiterten Rippen sowie mit Teilen des Beckengürtels und den Dornfortsätzen der Wirbelsäule fest verwachsen. Die darüber liegenden Hornschilde sind etwas größer als die Knochenelemente und leicht versetzt angeordnet, die dadurch erreichte Überdeckung der Zwischenräume steigert die Stabilität des Panzers.
Die im Wasser lebenden Weichschildkröten haben keine Hornschilde, sondern eine flexible, ledrige Haut über einem flachen, runden Rückenschild, da sie die ursprünglich vorhandenen Schilde im Laufe ihrer Stammesgeschichte wieder verloren haben. Die marginalen Knochen fehlen zumeist ebenfalls. Eine Sonderentwicklung haben auch die Gelenkschildkröten genommen. Eine scharnierartige gelenkige Verbindung im hinteren Drittel des Carapax erlaubt es ihnen, den Panzer vollständig zu schließen.

#### Ausbildungen des Rückenschildes

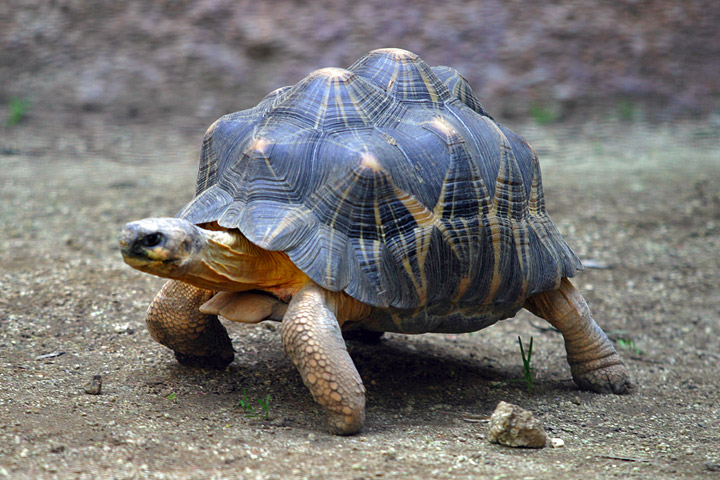
Strahlenschildkröte (Astrochelys radiata) eine Landschildkröte mit kuppelförmigem Carapax
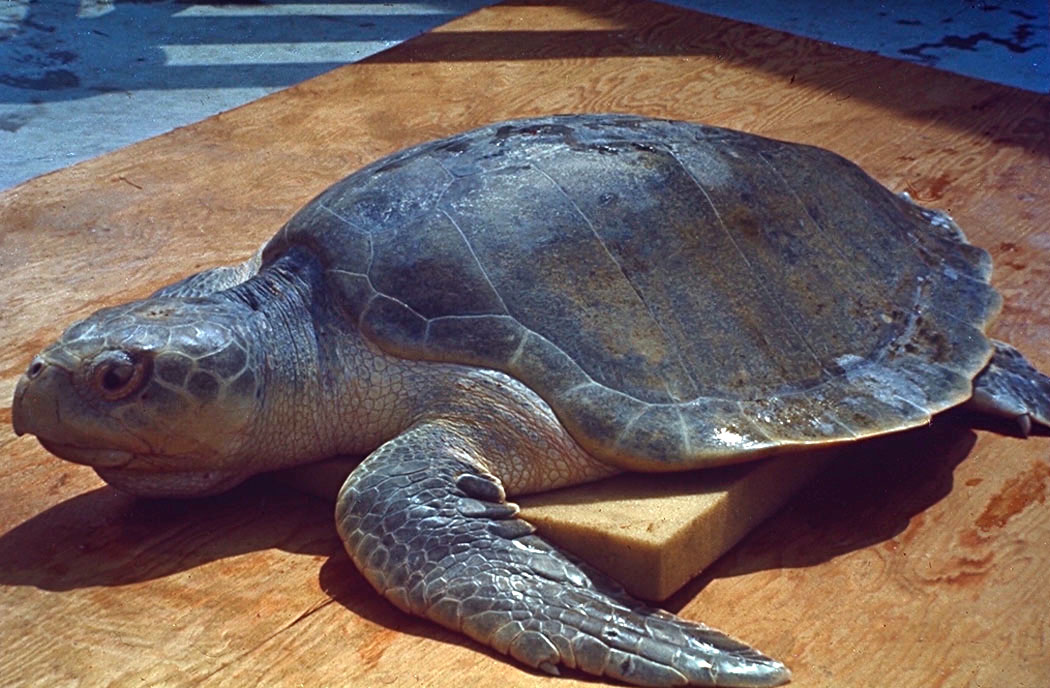
Stromlinienförmiger Schild einer Meeresschildkröte
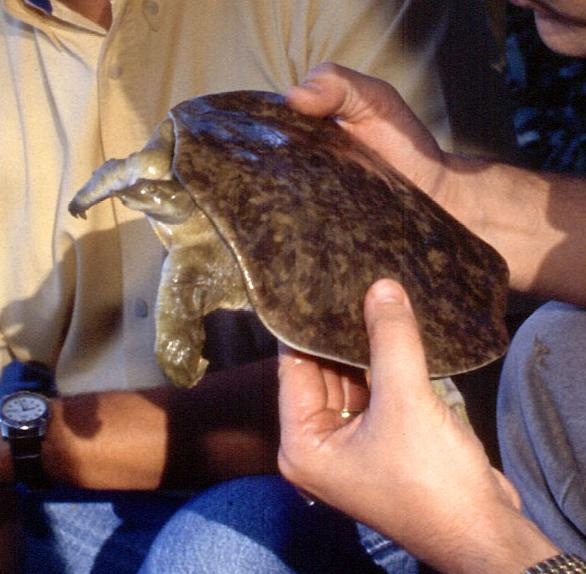
Auf dem Carapax von Weichschildkröten wie dieser Glattrand-Weichschildkröte (Apalone mutica) fehlen die Hornschilde

Vereinfacht lassen sich jeweils die Knochenplatten und Schilde nach ihrer Lage auf dem Carapax von innen nach außen in Gruppen einteilen, die Zählung der Einzelelemente erfolgt von vorne (kranial) nach hinten (kaudal). Die Bezeichnungen der Knochenplatten stimmen vielfach mit denen der Hornschilde überein und sind daher nicht eindeutig, zudem gibt es viele Synonyme.

#### Knochenplatten
- Die unpaare, vorderste Platte in der Mitte (median) wird als Nuchale oder Nackenplatte (lat. nucha „Nacken“) bezeichnet.
- 8 Neuralia (Bezugnahme auf den Neuralbogen des Wirbelkörpers) setzen die Medianreihe fort. Einzig die Neuralia sind mit den Dornfortsätzen der Wirbelsäule verwachsen.
- Die Reihe wird durch das Pygale (gr. pyge „Steiß“) abgeschlossen. Oberhalb ist das Auftreten weiterer 1 bis 2 Pygalplatten, der Suprapygalia, möglich.
- Zu beiden Seiten (lateral) der Neuralia sind je 8 Costalia (lat. costa „Rippe“; Syn.: Pleuralia, gr. pleura „Seite“, „Rippe“) mit den Rippen verwachsen.
- Der Rand des Knochenpanzers besteht beiderseits aus jeweils 11 Marginalia (lat. margo „Rand“). Selten sind zusätzliche periphere Supramarginalia vorhanden, ein ursprüngliches Merkmal, das den meisten fortschrittlicheren Formen fehlt.

#### Hornschilde (Scuta)

Verallgemeinertes Anordnungsschema der Hornschilde auf dem Carapax

- Der unpaare, vorderste mediane Cervical- oder Nackenschild (Syn.: Cervicale, Nuchale, Präcentrale; lat. cervix „Hals“) ist vor den Wirbelsäulenschilden lokalisiert. Nach Ansicht einiger Autoren zählt der Nackenschild zu den Vertebralia.
- Nachfolgend liegen 5 Vertebral- oder Wirbelschilde (Vertebralia, Syn.: Centralia) in einer medianen Reihe über der Wirbelsäule (Columna vertebralis).
- Zu beiden Seiten der Wirbelschilde schließen sich jeweils 4 Pleural-, Seiten- oder Rippenschilde (Costalia, Syn.: Lateralia) an.
- Eingefasst wird der Carapax durch beiderseits je 12 Marginal- oder Randschilde (Marginalia). Die beiden hintersten, kaudal gelegenen Schilde, die Postcentralia, bilden gemeinsam den Supracaudal- oder Schwanzschild (Supracaudale, Syn.: Caudale; lat. cauda „Schwanz“).

Die häufig auffällig gezeichneten und geformten, nur wenige Millimeter dicken Scuta zeigen bei einer frisch geschlüpften Schildkröte einen einzigen Wachstumsstreifen um das jeweilige Schildzentrum (Areole). Während des Heranwachsens treten weitere Streifen hinzu, dies geschieht aber in unregelmäßigen Abständen und wird bei älteren Exemplaren fast ganz eingestellt, daher erlaubt die Anzahl der Wachstumsringe keinen Rückschluss auf das Alter.

Die Form der Hornschilde, ihre Anzahl und relative Lage zueinander, beispielsweise die Anzahl der Rippenschilde, die den Nackenschild berühren, variieren bei den einzelnen Arten. Mit Hilfe dieser Merkmale lässt sich die Artzugehörigkeit am lebenden Tier eindeutig bestimmen. Aber auch das Schildrelief kann sehr verschiedenartig sein. So bilden die Scuta bei einigen Arten einen, bei anderen insgesamt drei Längskiele aus. Bei den Höckerschildkröten beispielsweise tritt der Mittelkiel (Dorsalkiel) auf den Wirbelschilden sehr deutlich hervor, andere Arten zeigen zwei zusätzliche Lateralkiele entlang der Seitenschilde. Häufig kommen auch individuelle Abweichungen vor, speziell bei der Anzahl der Schilde. Derartige Schildanomalien sind meist nicht genetisch bedingt, sondern auf unterschiedliche Brutbedingungen der Eier im Nest zurückzuführen. Die artspezifischen Angaben über die Anzahl der Hornschilde entsprechen daher statistischen Mittelwerten.
Der Schildkrötenpanzer ist ein stabiles, aber dennoch keineswegs unempfindliches Gebilde. Unmittelbar unterhalb der Hornschilde befindet sich die von zahlreichen Blutgefäßen und Nerven durchzogene und darum äußerst schmerzempfindliche Knochenhaut der Dermalknochen. Bei starker mechanischer Einwirkung kann es zu Panzerfrakturen kommen.

### Funktion und Bedeutung

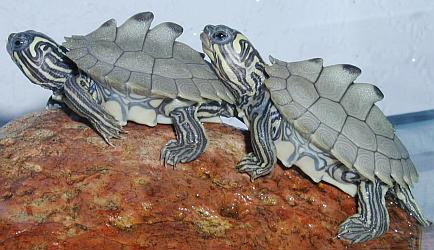
Diese Schlüpflinge der Schwarzknopf-Höckerschildkröte (Graptemys nigrinoda) zeigen bereits den charakteristischen dreihöckerigen Mittelkiel auf dem Carapax

Die Wölbung des Rückenpanzers kann unterschiedlich stark ausgeprägt sein. Die an das Leben im Wasser angepassten Schildkröten wie die Halswender-Schildkröten (Pleurodira) und die aquatisch oder amphibisch im Süßwasser lebenden Arten der Halsberger-Schildkröten (Cryptodira) haben flachere Carapaces als deren terrestrische Vertreter, die Landschildkröten (Testudinidae), deren Rückenpanzer eine charakteristisch kuppelartige Form aufweist. Je stärker die Wölbung des Rückenpanzers, desto größer ist die mechanische Belastbarkeit und damit die Schutzwirkung. Zudem steigert ein hochgewölbter Carapax für die wechselwarmen Tiere das Vermögen, Wärme zu speichern. Doch gibt es Einschränkungen: Arten, die zum Schutz vor Extremtemperaturen gezwungen sind, tiefe Höhlen zu graben, beispielsweise die Steppen- oder Vierzehenschildkröte (Testudo horsfieldii), haben flachere Panzer als solche, die in Regionen mit gemäßigterem Klima leben. Der Carapax der Meeresschildkröten zeigt ebenso deutliche Anpassungen an den Lebensraum und die Lebensweise. Er ist flach und stromlinienförmig, auch der Knochenanteil ist reduziert, um Gewicht einzusparen.
Der Schildkrötenpanzer ist eine einzigartige Entwicklung, die seit mehr als 200 Millionen Jahren nahezu unverändert ist und wesentlich zum evolutionären Erfolg dieser sehr alten Reptiliengruppe beigetragen hat. Nur wenige Feinde sind in der Lage, den Panzer einer ausgewachsenen Schildkröte zu überwinden. Greifvögel lassen Schildkröten aus großer Höhe auf Felsen fallen, auch werden sie von Krokodilen (Crocodilia) erbeutet. Als größte Bedrohung erweist sich aber der Mensch. Aus der Hornsubstanz verschiedener Meeresschildkröten lässt sich das besonders im 19. Jahrhundert begehrte Schildpatt gewinnen. Zwar ist die Nachfrage stark gesunken, aber um den Jagddruck auf die aus anderen Gründen größtenteils am Rande der Ausrottung stehenden Tiere zu minimieren, haben sich seit 1994 mehr als 148 Staaten (Stand 2000) im Artenschutzübereinkommen CITES verpflichtet, den Handel mit Schildpatt zu verbieten, darunter auch der Großabnehmer Japan.

## Spinnentiere

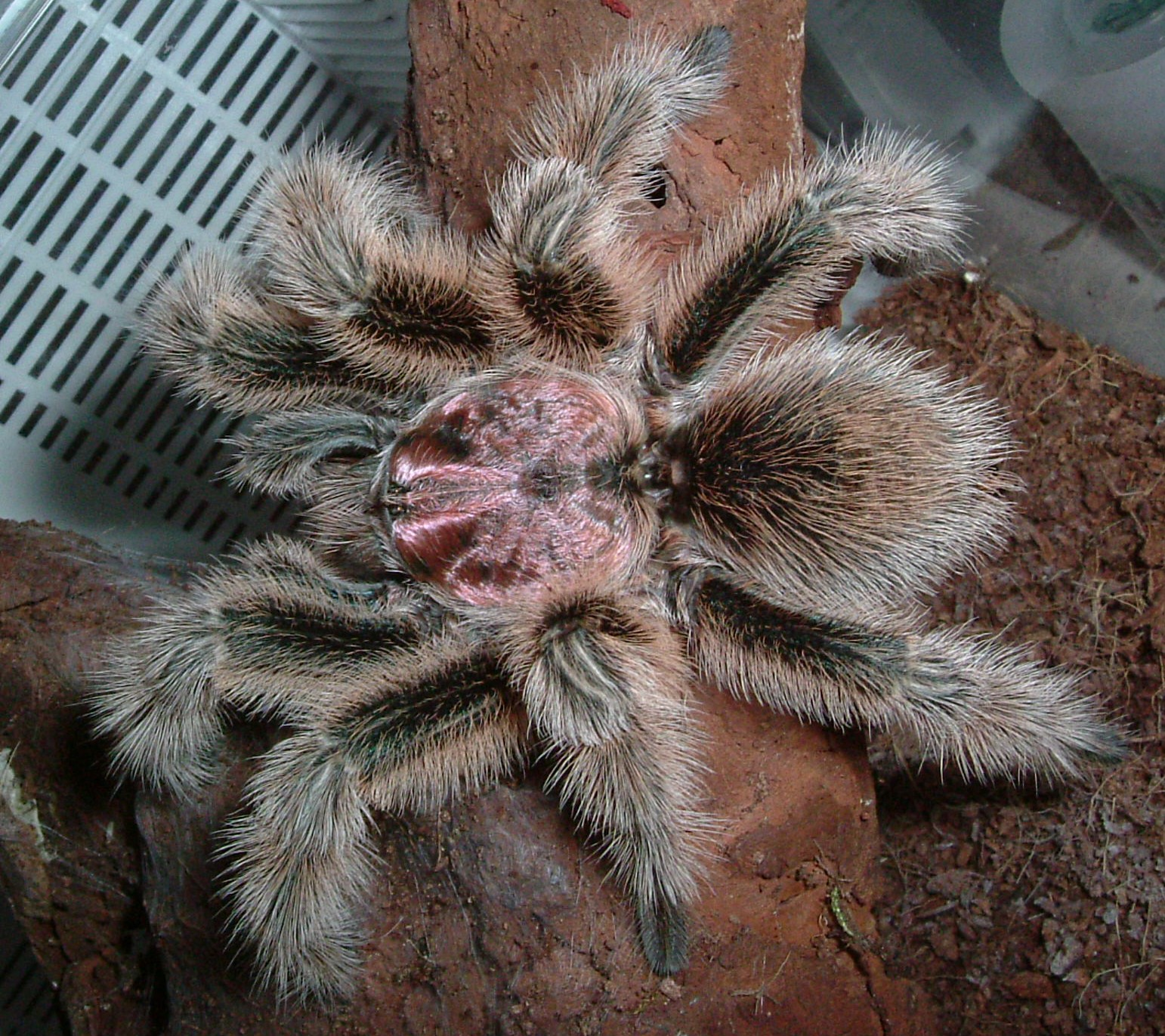
Männliche Vogelspinne (Grammostola cf. porteri) mit rötlichem Carapax

Bei den Spinnentieren (Arachnida) ist der Carapax (auch Peltidium, zu gr.-lat. pelta „kleiner halbmondförmiger Schild“) ein einheitlicher chitinöser Rückenschild aus den miteinander verschmolzenen Segmentoberseiten (Tergiten) von Kopf (Cephalon) und Brust (Thorax), der den Vorderleib bedecken kann (das Prosoma, zumeist ungenau als Cephalothorax („Kopf-Brust“) bezeichnet). Besteht das Peltidium aus mehreren Stücken (bei den Geißelskorpionen, Palpenläufern und Walzenspinnen), lauten die Bezeichnungen von vorne nach hinten: Pro-, Meso- und Metapeltidium. Die Unterseite des Vorderleibs wird bei vielen Arten von einer dreieckigen Bauchplatte, dem Sternum, bedeckt.